# Ichneumon profugus
Ichneumon profugus là một loài tò vò trong họ Ichneumonidae.